# Erythrocephalum microcephalum
Erythrocephalum microcephalum là một loài thực vật có hoa trong họ Cúc. Loài này được Dandy mô tả khoa học đầu tiên năm 1927.